# Gramoxone Ska Band
Gramoxone Ska Band és un grup de música ska en valencià de la Ribera Baixa, també conegut com a Skaband Malajunça: fundat l'any 1991 i desfet oficialment l'any 2002, el grup encara fa concerts esporàdics.

## Trajectòria
El títol de la seua primera referència discogràfica, un casset gravat, produït i editat per Vicent Sengermés, feia referència a un esdeveniment que tingué lloc a Sueca i del qual quedava constància d'una pintada: enregistrat en desembre de 1995 en els estudis Cambra de Real de Montroi i editat per la mateixa discogràfica, que llavors encara es deia La Destilería.
El 5 de desembre del mateix any actuaren junt amb els Obrint Pas a la sala polivalent La Palma de Reus; a l'any següent tornaren a actuar al mateix lloc, la vespra de l'11 de setembre, esta volta junt amb Brams i Twiris.
L'any 1997 actuaren amb Ki Sap en la sala Zeppelin de València i, el 26 d'abril, en el 6é Tirant de Rock de nou amb Brams, la Companyia Elèctrica Dharma, Feliu Ventura, Munlogs i Ocults.

### Canvi de nom i2n Congrés
Abans de traure el segon disc, el grup es va vore obligat a canviar de nom per la pressió de la multinacional Syngenta, propietaris de la marca de l'herbicida Gramoxone: llavors, van decidir rebatejar-se com a Skaband Malajunça —pronunciat «excavant mala junça»– nom popular d'una herba adventícia (Cyperus rotundus) que no pot eliminar aquell producte. L'anècdota del nom els feu populars i va inspirar l'escriptor sedavienc Ferran Torrent per a un fil argumental de la novel·la Societat limitada, en la qual apareix un grup punk anomenat Gramoxín que pren el nom d'un herbicida fictici.
A l'abril de 1997 organitzaren el I Festival de Ska de Cullera, al qual acudiren SHARP de Madrid per a vore'ls actuar junt amb Malarians, Skarface i Twiris. El 22 d'abril de 1999 tocaren en la sala Matisse, dins de la programació del I Congrés d'Estudiants de Filologia Catalana Pompeu Fabra; eixe mateix estiu actuaren a Llíria en un cicle de concerts on compartiren cartell amb L'Ham de Foc i en el festival Carrascar. L'any 2000 viatjaren junt amb Sva-ters a la Franja de Ponent per a tocar amb NoTinkSon i Portàtil.FM en un concert organitzat pel Casal Jaume I de Mequinensa.
En juny del 2001 participaren en el festival Pericana Rock de Xixona, junt amb els Brams i Lapsus, i la vespra del 9 d'octubre tocaren a València en el concert del Bloc Jove, junt amb Munlogs i Tonino Carotone.
Amb vora deu anys de trajectòria, molts dels integrants es deixaren el grup per qüestions familiars o laborals i, després de quedar-se només Bolinches com a únic cantant, els Malajunça decidiren separar-se l'any 2002 amb un concert en la sala Roxy junt amb Sva-ters, als quals «apadrinaren», i que no tingué la repercussió esperada. Dos anys després tornaren a entrar als estudis Soniart i gravaren tres cançons inèdites, incloses en el tercer treball del grup, L'acabose, que comprenia també les pistes dels dos anteriors i tres cançons en directe.
D'ençà, Carreño s'ha dedicat a jugar al pòquer semiprofessional i ha publicat diversos manuals sobre eixe joc de cartes. Bolinches, que visqué una temporada en Alcoi, aplegà a col·laborar amb un altre grup en un concert a Beniarrés l'any 2011.

### Concerts esporàdics

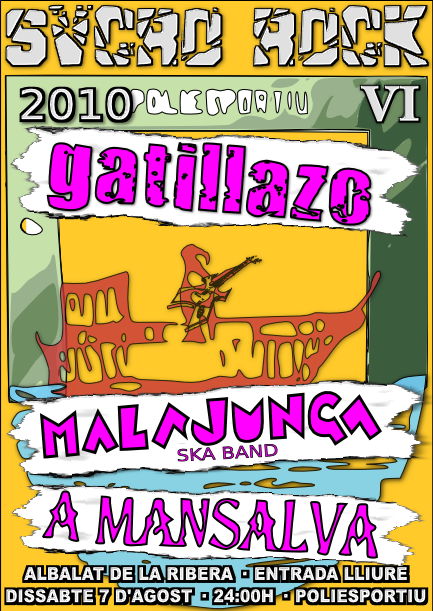
Cartell del Svcro Rock 2010

A l'octubre de 2004 van actuar a l'auditori del mercat de Cullera junt a Obrint Pas. L'1 d'octubre del 2005 tocaren a l'auditori de Cullera junt amb Sva-ters i Últim Recurs. El 2008 actuaren junt amb Anguiles de Camal al pub La Teulà d'Albalat.
L'any 2010 tornaren a actuar en Albalat en el festival Svcro Rock junt amb A Mansalva i Gatillazo i, un parell de setmanes més tard, en l'aparcament del centre comercial de Sueca junt amb Obrint Pas i orxata Sound System, amb vora cinc mil persones de públic, fet que obligà l'organització a canviar tres voltes d'ubicació el concert per la previsió d'aforament.
La Nit de Sant Joan del 2011 feren una nova actuació a Cullera, junt amb el grup valler Brossa de Riu, per a la falla El Raconet. El 29 d'agost del 2014 actuaren de nou en el poliesportiu d'Albalat i, dos mesos més tard, a Real per a celebrar els vint anys de Cambra Records i de la gravació del Primer Congrés... L'últim concert fora de la Ribera tingué lloc el 6 de juny del 2015 al festival Brida Rock junt amb Gàtaca, Lilit i Dionís, Mi Sostingut i Toni de l'Hostal.
El 4 d'abril de 2019 va morir Pep Bolinches, cantant de la formació. Bolinches patia una malaltia i ja no participà en els últims concerts de la banda.

## Discografia
| • Gramoxone Ska Band ~ 1er Congrés de Figures Mundials' (1994) |
| --- |
| (La Destilería) Cara A: 1. Va De Bo 2. La targeta del "paro" 3. No puc dormir 4. La marijuana 5. Usakia 6. Canal Bou Cara B: 1. N.T.N. 2. Escacs 3. Pere l'arbre 4. 1973 (seguida per una altra cançó no acreditada) |

| • Ska Band Malajunça ~ 2n Congrés de Figures Mundials' (1999) |
| --- |
| (La Destilería) 1. Dibuixos animats 2. El cant dels pirates 3. Nascut per a estar begut 4. Ara com et sents? 5. Oi! Galiza (versió hardcore de l'himne de Galícia) 6. N.T.N. 7. Tan de bo no torne Déu 8. Insttal |

| • Ska Band Malajunça ~ L'acabóse: 3r Congrés de Figures Mundials' (2004) |
| --- |
| (Cambra Records) 1. L'embús 2. A fer-ho 3. P.P.P. 4. Dibuixos animats 5. El cant dels pirates 6. Nascut per a estar begut 7. Ara com et sents? 8. Oi! Galiza! 9. N.T.N. 10. Tan de bo no torne Déu 11. Insttal 12. La targeta del paro 13. No puc dormir 14. La marijuana 15. Usakia 16. Canal Bou 17. Escacs 18. Pere l'arbre 19. Sala de màquines (en viu) 20. 1492 (en viu) 21. Cullera sandinista (en viu, versió de Nicaragua sandinista de Kortatu) |